# Рейсгоф, Георгий Александрович
Гео́ргий Алекса́ндрович Рейсго́ф (22 декабря 1907, Москва — 15 июня 1954, Москва) — советский оператор игрового и неигрового кино.

## Биография
Родился в Москве в семье Альфреда Федоровича Рейсгофа, владельца кирпичного завода в Очаково. Отец Г. Рейсгофа — немец, мать — родом из Швейцарии.
В 1925 году окончил школу II ступени в Кунцево. В период 1926—1931 годов работал учеником токаря, затем токарем на заводах Москвы. Параллельно с 1930 года учился на операторском факультете Государственного института кинематографии, который окончил в 1934 году. С 1932 года — на студии «Межрабпомфильм» («Союздетфильм» — с 1936 года), был ассистентом оператора на первом двухцветном документальном фильме «Карнавал цветов» (1935), вторым оператором на «Соловей-Соловушко» (1936), в дальнейшем — оператором. Один из первых советских кинематографистов, работавших над проблемой цветного изображения в кино.
С 1943 по 1948 год работал на киностудии «Мосфильм» (второй оператор на картине «Иван Никулин — русский матрос» и других), затем на Киностудии имени М. Горького.
Критика отмечала, что своим успехом в фильме «Анна на шее» актриса Алла Ларионова «во многом обязана искусству кинооператора Рейсгофа».
Он работал увлечённо, с любовью. Стоит вспомнить поэтичные первые кадры фильма, или динамично снятую сцену бала, или, наконец, выразительные, психологически тонкие актёрские портреты, чтобы в этом убедиться. Рейсгоф был в подлинном смысле слова оператор-поэт.Исидор Анненский, сценарист «Анны на шее»
Скончался в Москве от тяжёлой болезни, похоронен на Введенском кладбище (участок № 8).

### Семья
- Отец — Альфред Федорович Рейсгоф (1867—1944), родился в Москве, крещен в лютеранской церкви Св. Михаила. Умер в Южном Казахстане, куда был сослан как немец.
- Мать — домашняя хозяйка (умерла в 1943 году).
- брат — Андрей Альфредович Рейсгоф (1905— ?), был репрессирован, сослан в Южный Казахстан, с 1946 года работал в тресте «Челябметаллургстрой»[7].
- сестра — Эрна Альфредовна Рейсгоф (нем. Erna Reishoff), врач. Жила в Калуге, во время Великой Отечественной войны оказалась на временно захваченной нацистами советской территории; эмигрировала из СССР[8].

## Фильмография
- 1936 — Похождения медвежонка (короткометражный), Груня Корнакова (Соловей-Соловушко)
- 1937 — У тёплого моря / Артек (документальный; совместно с Ф. Проворовым, В. Нестеровым)[9]
- 1938 — Весёлые артисты (музыкальное ревю)
- 1938 — Хабанера  (мультипликационный)
- 1941 — Конёк-Горбунок
- 1942 — В подводном плену (короткометражный)
- 1943 — Трофеи Великих битв (документальный; совместно с Ф. Проворовым)
- 1944 — Телефон (мультипликационный)
- 1945 — Парад Победы (в соавторстве)
- 1950 — Цветущий Казахстан (документальный)
- 1952 — Покорители вершин (совместно с А. Кольцатым)
- 1953 — Мастера спорта (документальный)
- 1954 — Анна на шее

## Награды
- 1936 —  денежная премия «за успешное освоение двухцветного метода съёмки» в картине «Соловей-Соловушко» (1936)[10][11].